# عبد المجيد عبيد
عبد المجيد عبيد المطيري لاعب كرة قدم سعودي ، يلعب في نادي القيصومة.

## مسيرة اللاعب
لعب مع نادي الباطن ونادي القيصومة ونادي الخلود.

## روابط خارجية
- عبد المجيد عبيد على موقع Soccerway.com (الإنجليزية)
- عبد المجيد عبيد على موقع كووورة